# Тилландсия беловатая
Тилландсия беловатая (лат. Tillandsia albida) — вид однодольных растений рода Тилландсия (Tillandsia) семейства Бромелиевые (Bromeliaceae). Вид описан немецкими ботаниками Карлом Мецем и Карлом Пурпусом в 1916 году.

## Этимология
Название происходит от лат. albidus — «беловатый», благодаря цвету листьев.

## Биологическое описание
Ксерофит. Листья до 7—10 см длиной, густо покрыты белыми чешуями, желобоватые, жёсткие.
Соцветие рыхлая кисть с немногочисленными цветками. Брактеи ярко-красные. Цветки около 2.5—3 см длиной (учитывая длину гинецея и тычинок) лепестки белые.

## Распространение и экология
Эндемик Мексики. Литофит или эпифит, часто поселяется на кактусах Cephalocereus senilis, иногда растёт на поверхности каменистых субстратов. Ксерофит.